# 朝鮮—瑞士關係
朝鮮－瑞士关系是朝鮮和瑞士之间的外交关系。瑞士在朝鲜平壤大同江地区有一个合作办公室，而瑞士驻中国大使馆执行官方外交任务。朝鲜在伯尔尼保留有大使馆。

## 历史
在朝鲜战争结束时，瑞士是朝鲜非军事区中立国监察委员会的成员。两国自1974年就建立了外交关系。此外，瑞士长期以来一直是朝鲜半岛冲突有关各方（朝鲜、韩国、中国、日本、俄罗斯和美国）之间谈判的调停人，最近一次是在2017年至2018年的朝鲜危机期间。瑞士总统洛伊特哈德表示，瑞士有能力在2017年9月再次主办这样的会谈。
据信，朝鲜现任领导人金正恩20世纪90年代末曾在利贝菲尔德-施泰因霍尔兹利学校的寄宿学校上学，当时他用的是假名。